# Charles Judels
Charles Judels, född den 17 augusti 1882 i Amsterdam, död den 14 februari 1969 i San Francisco, var en nederländsk-amerikansk skådespelare.

## Filmografi (urval)
- 1930 – The Doorway to Hell
- 1930 – Tjo-hoo!
- 1930 – Captain Thunder
- 1930 – Cheer Up and Smile
- 1931 – 50 Million Frenchmen
- 1931 – War Mamas
- 1931 – God's Gift to Women
- 1931 – Gold Dust Gertie
- 1933 – Nothing Ever Happens
- 1936 – Den store Ziegfeld
- 1936 – Glada syndare
- 1937 – Rhythm in the Clouds
- 1937 – En gång i Maj
- 1937 – Andy Hardy på vift
- 1937 – De möttes i Panama
- 1937 – Fight for Your Lady
- 1938 – Glada tyrolare
- 1940 – Pinocchio
- 1940 – Dansa, senorita!
- 1940 – The Villain Still Pursued Her
- 1941 – Min hjälte
- 1942 – Baby Face Morgan
- 1943 – Kid Dynamite
- 1946 – Rivaler